# Rudolph (Lippe-Brake)

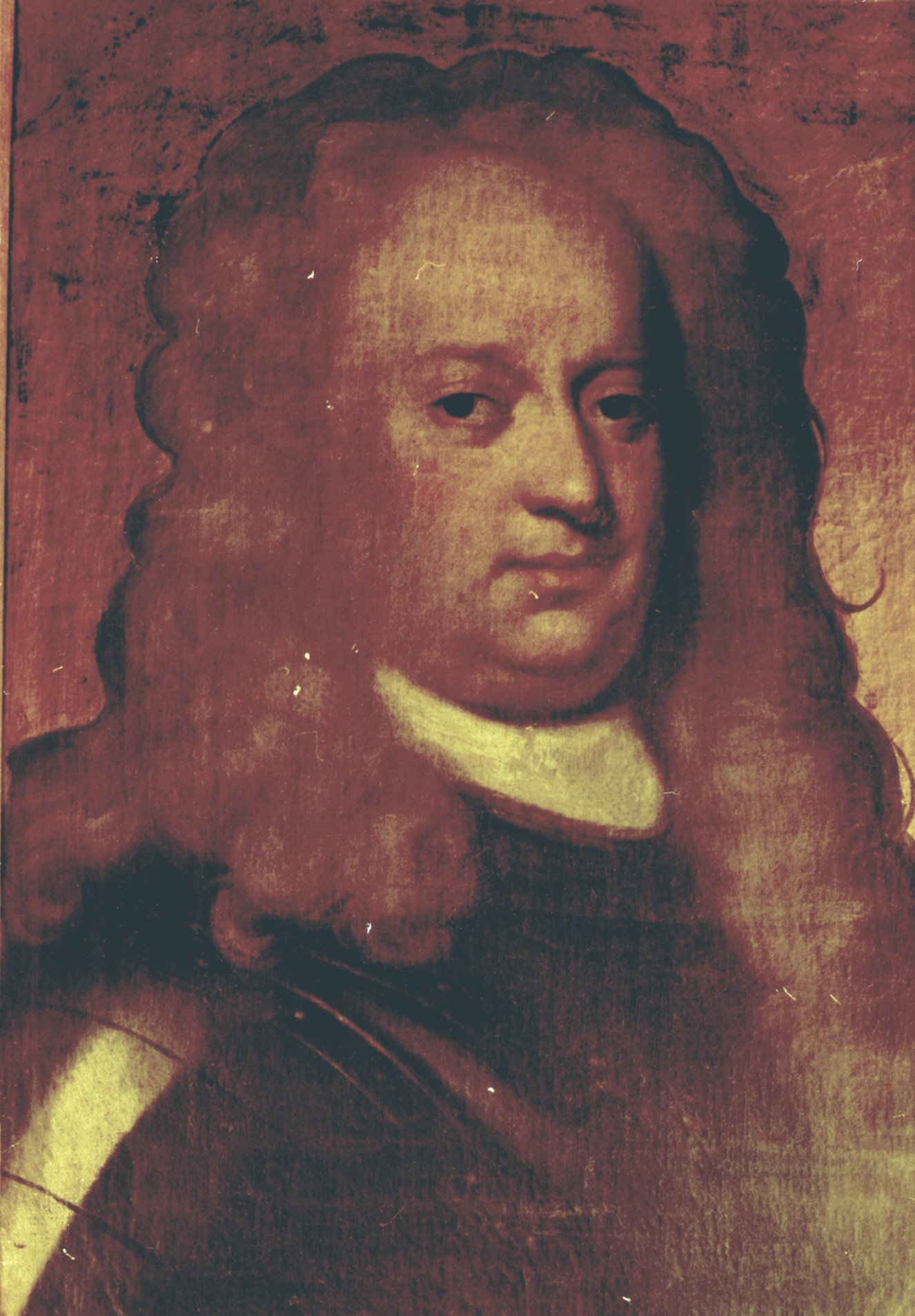
Rudolph zur Lippe-Brake

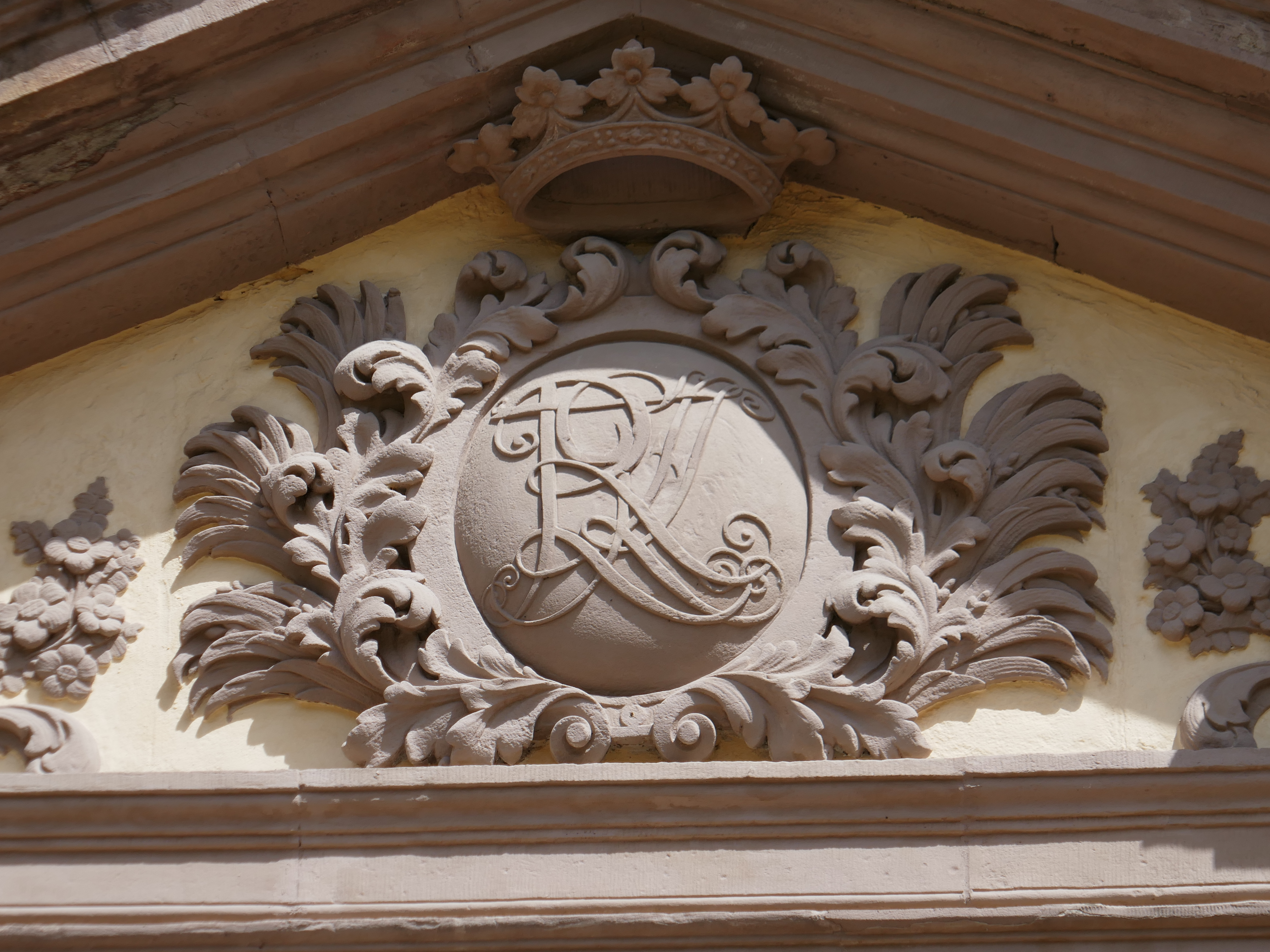
Monogramm über dem Gartenportal des Schlosses Schieder

Rudolph zur Lippe-Brake (* 10. Mai 1664 auf Schloss Brake; † 27. Oktober 1707 ebenda) war Graf zu Lippe-Brake.

## Leben
Rudolph wurde am 10. Mai 1664 als ältester Sohn von Kasimir zur Lippe-Brake und Anna Amalia zu Sayn-Wittgenstein-Homburg (1642–1683) geboren. 1692 übernahm er die Regierung der Grafschaft Lippe-Brake von seinem Vater.
Am 4. November 1691 heiratete er Dorothea Elisabeth von Waldeck (* 6. Juli 1661 auf Schloss Waldeck, † 23. Juli 1702 auf Schloss Brake), die zuvor Äbtissin des Stifts Schaaken gewesen war und ihr dortiges Amt an ihre Schwester Charlotte abtrat.
Ab 1703 ließ er Schloss Schieder errichten.
Rudolph starb am 27. Oktober 1707 auf Schloss Brake. Sein einziges eheliches Kind, Charlotte Amalie, war schon als Kind im Jahre 1703 verstorben.

## Kinder
- Charlotte Amalie (* 9. November 1692,  † 1703 im Stift Schaaken)
- Eine uneheliche Tochter mit Sophie Müllinghausen